# 陸行區
陸行區是中華民國上海市的一個區，位於現今浦东新区，其东至川沙县，南至洋泾区，北至高行区，西至黄浦江。面积27平方公里。當地原为上海县陆行乡。1928年，陆行乡成為陸行区。1945年中國抗日战争結束后併入洋泾区。